# 아누슈카 셰티
아누슈카 셰티(힌디어: अनुष्का शेट्टी, 영어: Anushka Shetty, 1981년 11월 7일 ~ )는 인도의 배우, 모델이다.

## 출연 작품
- 바후발리: 더 비기닝 - 데바세나 역
- 사이즈 제로
- 바후발리 2: 더 컨클루전
- 바개매티